# Торре-Канавезе
Торре-Канавезе (итал. Torre Canavese) — коммуна в Италии, располагается в регионе Пьемонт, в провинции Турин.
Население составляет 628 человек (2008 г.), плотность населения составляет 126 чел./км². Занимает площадь 5 км². Почтовый индекс — 10010. Телефонный код — 0124.
Покровителем коммуны почитается святой Дефендент, празднование в четвёртое воскресение августа.

## Демография
Динамика населения:

## Администрация коммуны
- Официальный сайт: http://www.torrecanavese.piemonte.it

## Города-побратимы
- Сент-Этьен-лез-Орг (Франция, с 2009 года)